# 世纪大道 (大庆)
世纪大道，是中国黑龙江省大庆市的主干道，又名大庆路。世纪大道是一个统称，它横贯大庆的东西两城区，是东西城两地居民来往的主要道路之一。世纪大道由以下道路从西到东依次组成：中原路－西丹路－铁人路（包括铁人桥主桥）－中七路－卡尔加里路－东风路－龙兴路－跨湿地大桥。

## 交会道路
- 西宾路、西一路、龙十路（奔腾桥）
- 萨环西路
- 萨环东路（团结桥）
- 大广高速（广电桥）